# Kyphosus cinerascens
Kyphosus cinerascens är en fiskart som först beskrevs av Forsskål, 1775.  Kyphosus cinerascens ingår i släktet Kyphosus och familjen Kyphosidae. Inga underarter finns listade i Catalogue of Life.